# Vinnie Ernst
Vincent L. Ernst, detto Vinnie (Jersey City, 29 gennaio 1942 – Hope Valley, 22 dicembre 1996), è stato un cestista statunitense.

## Carriera
Guardia di 173 cm., ha frequentato la St. Aloysius High School e si è successivamente trasferito al Providence College.
Con la maglia dei Providence Friars ha vinto il National Invitation Tournament 1961, venendo eletto miglior giocatore del torneo; nel 1963 è stato nominato nel Convers All-American Second Team.
È stato scelto al sesto giro del Draft NBA 1963 (54ª scelta assoluta) dai Boston Celtics, ma non ha mai giocato nella NBA.
Con la Nazionale statunitense nel 1963 ha disputato i Giochi panamericani (medaglia d'oro) e i Mondiali (4º posto), collezionando complessivamente 15 presenze e 102 punti
.
È morto nel 1996 a causa di un incidente stradale.

## Palmarès
- Giochi panamericani: 1 oro (1963)
- Campione NIT (1961)
- MVP NIT (1961)
- Converse All American Second Team (1963)